# Drosophila krugi
Drosophila krugi är en tvåvingeart som beskrevs av Crodowaldo Pavan och Breuer 1954. Drosophila krugi ingår i släktet Drosophila och familjen daggflugor.
Artens utbredningsområde är Brasilien.